# Igor Andreev
Pour les articles homonymes, voir Andreev.
Igor Valerievitch Andreïev (en russe : Игорь Валерьевич Андреев, et en anglais : Igor Andreev), né le 14 juillet 1983 à Moscou, est un joueur de tennis russe, professionnel de 2002 à 2013.

## Carrière
Igor Andreev fait ses débuts au tennis à l'âge de sept ans. À 15 ans, il déménage de Moscou pour s'installer à Valence (Espagne). C'est pourquoi il parle russe, espagnol et anglais. Il commence sa carrière professionnelle en 2002.
Vainqueur de 3 titres sur le circuit mondial (Valence, Palerme et Moscou en 2005), il fait partie des rares joueurs (avec Fernando Verdasco, Robin Söderling, Roger Federer, Novak Djokovic, Juan Carlos Ferrero, Gastón Gaudio, David Ferrer, Nicolás Almagro, Stanislas Wawrinka et Horacio Zeballos) à avoir vaincu Rafael Nadal sur terre battue depuis 2005 (en avril 2005 à Valence).
Sa meilleure performance en Grand Chelem est réalisée aux Internationaux de France de tennis 2007, où il atteint les quarts de finale, battu par Novak Djokovic. Il a atteint son meilleur classement le 3 novembre 2008 : 18e mondial.
Joueur de fond de court solide, son point fort est le coup droit qui lui permet de dicter l'échange car puissant et lifté à la fois. Son revers est moins bon mais régulier, il est capable en outre de servir aisément au-dessus des 200 km/h.
Il a été le petit ami de la joueuse de tennis russe Maria Kirilenko.
Andreev annonce en septembre 2013 la fin de sa carrière.

## Palmarès

### Titres en simple (3)
| No | Date       | Nom et lieu du tournoi                        | Catégorie   | Dotation  | Surface         | Finaliste        | Score         |          |
| -- | ---------- | --------------------------------------------- | ----------- | --------- | --------------- | ---------------- | ------------- | -------- |
| 1  | 04-04-2005 | Open de Tenis Comunidad Valenciana, Valence   | Int' Series | 375 000 $ | Terre (ext.)    | David Ferrer     | 6-3, 5-7, 6-3 | Parcours |
| 2  | 26-09-2005 | Campionati Internazionali di Sicilia, Palerme | Int' Series | 355 000 $ | Terre (ext.)    | Filippo Volandri | 0-6, 6-1, 6-3 | Parcours |
| 3  | 10-10-2005 | Kremlin Cup, Moscou                           | Int' Series | 975 000 $ | Moquette (int.) | Nicolas Kiefer   | 5-7, 7-6, 6-2 | Parcours |

### Finales en simple (6)
| No | Date       | Nom et lieu du tournoi             | Catégorie   | Dotation  | Surface      | Vainqueur         | Score              |          |
| -- | ---------- | ---------------------------------- | ----------- | --------- | ------------ | ----------------- | ------------------ | -------- |
| 1  | 05-07-2004 | Allianz Suisse Open Gstaad, Gstaad | Int' Series | 525 000 $ | Terre (ext.) | Roger Federer     | 6-2, 6-3, 5-7, 6-3 | Parcours |
| 2  | 13-09-2004 | BCR Open Romania, Bucarest         | Int' Series | 355 000 $ | Terre (ext.) | José Acasuso      | 6-3, 6-0           | Parcours |
| 3  | 12-09-2005 | BCR Open Romania, Bucarest         | Int' Series | 355 000 $ | Terre (ext.) | Florent Serra     | 6-3, 6-4           | Parcours |
| 4  | 09-01-2006 | Medibank International, Sydney     | Int' Series | 394 000 $ | Dur (ext.)   | James Blake       | 6-2, 3-6, 7-63     | Parcours |
| 5  | 07-07-2008 | Allianz Suisse Open, Gstaad        | Int' Series | 368 000 € | Terre (ext.) | Victor Hănescu    | 6-3, 6-4           | Parcours |
| 6  | 14-07-2008 | Studena Croatia Open, Umag         | Int' Series | 305 000 € | Terre (ext.) | Fernando Verdasco | 3-6, 6-4, 7-64     | Parcours |

### Titre en double (1)
| No | Date       | Nom et lieu du tournoi | Catégorie   | Dotation  | Surface         | Partenaire        | Finalistes                     | Score         |          |
| -- | ---------- | ---------------------- | ----------- | --------- | --------------- | ----------------- | ------------------------------ | ------------- | -------- |
| 1  | 11-10-2004 | Kremlin Cup Moscou     | Int' Series | 975 000 $ | Moquette (int.) | Nikolay Davydenko | Mahesh Bhupathi Jonas Björkman | 3-6, 6-3, 6-4 | Parcours |

### Finale en double (1)
| No | Date       | Nom et lieu du tournoi | Catégorie   | Dotation  | Surface         | Vainqueurs                 | Partenaire        | Score    |          |
| -- | ---------- | ---------------------- | ----------- | --------- | --------------- | -------------------------- | ----------------- | -------- | -------- |
| 1  | 10-10-2005 | Kremlin Cup Moscou     | Int' Series | 975 000 $ | Moquette (int.) | Max Mirnyi Mikhail Youzhny | Nikolay Davydenko | 6-1, 6-1 | Parcours |

## Parcours dans les tournois duGrand Chelem

### En simple
| Année | Open d'Australie | Open d'Australie | Internationaux de France | Internationaux de France | Wimbledon       | Wimbledon   | US Open         | US Open       |
| ----- | ---------------- | ---------------- | ------------------------ | ------------------------ | --------------- | ----------- | --------------- | ------------- |
| 2004  | 1er tour (1/64)  | O. Patience      | 1/8 de finale            | G. Gaudio                | 2e tour (1/32)  | F. González | 1er tour (1/64) | F. Verdasco   |
| 2005  | 2e tour (1/32)   | F. González      | 3e tour (1/16)           | N. Kiefer                | 3e tour (1/16)  | A. Roddick  | 2e tour (1/32)  | J. Blake      |
| 2006  | 3e tour (1/16)   | D. Hrbatý        | —                        | —                        | —               | —           | —               | —             |
| 2007  | 1er tour (1/64)  | V. Spadea        | 1/4 de finale            | N. Djokovic              | 1er tour (1/64) | J. Blake    | 2e tour (1/32)  | F. López      |
| 2008  | 3e tour (1/16)   | R. Gasquet       | 2e tour (1/32)           | R. Ginepri               | 2e tour (1/32)  | D. Ferrer   | 1/8 de finale   | R. Federer    |
| 2009  | 3e tour (1/16)   | J. Blake         | 3e tour (1/16)           | J. M. del Potro          | 1/8 de finale   | T. Haas     | 1er tour (1/64) | J. Witten     |
| 2010  | 1er tour (1/64)  | R. Federer       | —                        | —                        | 1er tour (1/64) | D. Brands   | 2e tour (1/32)  | G. Monfils    |
| 2011  | 2e tour (1/32)   | N. Almagro       | 2e tour (1/32)           | J.-W. Tsonga             | 2e tour (1/32)  | B. Tomic    | 1er tour (1/64) | D. Ferrer     |
| 2012  | —                | —                | 1er tour (1/64)          | J. Nieminen              | 2e tour (1/32)  | D. Istomin  | 1er tour (1/64) | P.-H. Mathieu |
| 2013  | —                | —                | —                        | —                        | 1er tour (1/64) | Ł. Kubot    | —               | —             |

N.B. : à droite du résultat se trouve le nom de l'ultime adversaire.

### En double
| Année | Open d'Australie              | Open d'Australie          | Internationaux de France    | Internationaux de France | Wimbledon                     | Wimbledon                   | US Open                     | US Open                 |
| ----- | ----------------------------- | ------------------------- | --------------------------- | ------------------------ | ----------------------------- | --------------------------- | --------------------------- | ----------------------- |
| 2004  | 2e tour (1/16) A. Olhovskiy   | M. Llodra F. Santoro      | 2e tour (1/16) N. Davydenko | B. Bryan M. Bryan        | 1er tour (1/32) D. Sánchez    | M. Fyrstenberg M. Matkowski | 2e tour (1/16) D. Ferrer    | R. Koenig T. Parrott    |
| 2005  | 2e tour (1/16) N. Davydenko   | M. Bhupathi T. Woodbridge | 1/8 de finale N. Davydenko  | J. Björkman M. Mirnyi    | —                             | —                           | 2e tour (1/16) N. Davydenko | S. Aspelin T. Perry     |
| 2006  | 1er tour (1/32) N. Davydenko  | J. Acasuso S. Prieto      | —                           | —                        | —                             | —                           | —                           | —                       |
| 2007  | 1er tour (1/32) I. Kunitsyn   | J. Knowle J. Melzer       | 1er tour (1/32) L. Horna    | T. Oger N. Tourte        | 1er tour (1/32) T. Gabachvili | M. Gicquel F. Serra         | —                           | —                       |
| 2008  | —                             | —                         | —                           | —                        | —                             | —                           | 2e tour (1/16) M. Zverev    | M. Gicquel S. Grosjean  |
| 2009  | 1er tour (1/32) S. Stakhovsky | T. Parrott F. Polášek     | 1er tour (1/32) E. Korolev  | J. Brunström J.-J. Rojer | 2e tour (1/16) E. Korolev     | W. Moodie D. Norman         | —                           | —                       |
| 2010  | 2e tour (1/16) E. Korolev     | L. Mayer H. Zeballos      | —                           | —                        | —                             | —                           | —                           | —                       |
| 2011  | —                             | —                         | —                           | —                        | —                             | —                           | 1er tour (1/32) I. Kunitsyn | S. Devvarman T. C. Huey |

N.B. : le nom du ou de la partenaire se trouve sous le résultat ; le nom des ultimes adversaires se trouve à droite.

### En double mixte
| Année | Open d'Australie                | Open d'Australie            | Internationaux de France | Internationaux de France | Wimbledon                       | Wimbledon                   | US Open                         | US Open                 |
| ----- | ------------------------------- | --------------------------- | ------------------------ | ------------------------ | ------------------------------- | --------------------------- | ------------------------------- | ----------------------- |
| 2006  | 1er tour (1/16) Maria Kirilenko | Ana Ivanović Novak Djokovic | -                        | -                        | -                               | -                           | -                               | -                       |
| 2007  | 2e tour (1/8) Maria Kirilenko   | F. Schiavone Jonas Björkman | -                        | -                        | -                               | -                           | 1er tour (1/16) Maria Kirilenko | Nathalie Dechy Andy Ram |
| 2008  | -                               | -                           | -                        | -                        | 1/2 finale Maria Kirilenko      | K. Srebotnik Mike Bryan     | -                               | -                       |
| 2009  | -                               | -                           | -                        | -                        | 2e tour (1/16) Maria Kirilenko  | Chuang C-J. Christopher Kas | -                               | -                       |
| 2010  | -                               | -                           | -                        | -                        | -                               | -                           | -                               | -                       |
| 2011  | -                               | -                           | -                        | -                        | 1er tour (1/32) Maria Kirilenko | J. Gajdošová Jamie Murray   | -                               | -                       |

N.B. : le nom de la partenaire se trouve sous le résultat ; le nom des ultimes adversaires se trouve à droite.

## Parcours dans lesMasters 1000
| Année | Indian Wells              | Miami                    | Monte-Carlo                 | Rome                      | Hambourg puis Madrid   | Canada                 | Cincinnati            | Madrid puis Shanghai | Paris             |
| ----- | ------------------------- | ------------------------ | --------------------------- | ------------------------- | ---------------------- | ---------------------- | --------------------- | -------------------- | ----------------- |
| 2004  | 1er tour W. Ferreira      | 1er tour N. Kiefer       | 1er tour F. Santoro         | 1er tour D. Sánchez       | -                      | 2e tour T. Johansson   | -                     | -                    | -                 |
| 2005  | 1er tour J. C. Ferrero    | 3e tour J. C. Ferrero    | 1er tour G. Cañas           | 1er tour N. Almagro       | 1er tour J. Mónaco     | 1er tour J. Novák      | 1er tour L. Hewitt    | -                    | -                 |
| 2006  | 1/4 de finale J. Blake    | 3e tour D. Toursounov    | 1er tour I. Ljubičić        | -                         | -                      | -                      | -                     | -                    | 2e tour D. Hrbatý |
| 2007  | -                         | 1er tour S. Querrey      | 1/8 de finale J. C. Ferrero | 2e tour J. I. Chela       | 1/8 de finale R. Nadal | -                      | -                     | 1er tour J. Mónaco   | -                 |
| 2008  | 2e tour M. Fish           | 1/4 de finale T. Berdych | 1/4 de finale N. Davydenko  | 1/8 de finale N. Djokovic | 1er tour R. Söderling  | 1/8 de finale R. Nadal | 1/8 de finale C. Moyà | 1er tour G. Simon    | 2e tour G. Simon  |
| 2009  | 1/8 de finale I. Ljubičić | 3e tour S. Wawrinka      | 1er tour M. Vassallo        | 1er tour M. Fish          | -                      | 2e tour A. Roddick     | 2e tour G. Simon      | 1er tour I. Kunitsyn | -                 |
| 2010  | 2e tour M. Russell        | 2e tour A. Roddick       | 2e tour M. Čilić            | 1er tour J. Mónaco        | 1er tour V. Hănescu    | -                      | -                     | -                    | -                 |
| 2011  | 2e tour R. Federer        | 2e tour J. Isner         | -                           | 2e tour R. Gasquet        | -                      | -                      | -                     | -                    | -                 |
| 2012  | -                         | -                        | -                           | -                         | 2e tour G. Monfils     | -                      | -                     | -                    | -                 |

N.B. : sous le résultat se trouve le nom de l’ultime adversaire.